# 正文社
正文社出版有限公司（Rightman Publishing Ltd.）是香港的出版社，為香港四大漫畫出版社之一（其餘為文化傳信、天下出版和玉皇朝），於1994年成立。發展至今已成為一間多元的綜合出版社，除了出版漫畫書外，還有小說、旅遊叢書、知識叢書及科普刊物等。
正文社是為香港漫畫出版社之一及和最大型兒童電玩資訊及漫畫出版商有聯絡，與日本多間出版商、電子遊戲軟體、硬體商及玩具商保持了多年業務往來關係。
此外，正文社在2000年以後，朝著多元出版業務之方向發展。在漫畫出版方面，積極發展少年及年青人市場；其中於2000年引入日本集英社漫畫「NARUTO－狐忍」及「網球王子」；經多年努力開拓，「NARUTO－狐忍」現今已成為香港最暢銷漫畫。 另外，正文社亦曾經培養本地漫畫家創作，出版了多套受歡迎之漫畫單行本，其中「拳王系列」、「數碼暴龍系列」及「森巴AMIGO」漫畫單行本，更成功售出國內、多個國家及地區之海外版權，在當地出版。多個曾經培養的漫畫家及後亦有向國內或其他方向發展。
正文社亦協助其他公司從事市場推廣工作。例如由2000年至2005年，協助日本Birthday公司，在香港推出「MOZ召喚王對戰咭」，成功掀起遊戲卡熱潮。

## 出版

### 漫畫
- 集英社授權
  - 《火影忍者》（岸本齊史）
    - 《BORUTO -火影新世代-》（岸本齊史、池本干雄）

  - 《網球王子》（許斐剛）
    - 《新網球王子》（許斐剛）

  - 《銀魂》（空知英秋）
  - 《家庭教師HITMAN REBORN!》（天野明）
  - 《十字架與吸血鬼》（池田晃久）
  - 《十字架與吸血鬼 seasonII》（池田晃久）
  - 《PSYREN》（岩代俊明）
  - 《仁醫》（村上紀香）
  - 《幻影籃球王》（藤卷忠俊）
  - 《臏 ～孫子異傳～》（星野浩字）
  - 《青之祓魔師》（加藤和惠）

- 小學館授權
  - 《結界師》（田邊伊衛郎）
  - 《向達倫大冒險》（向達倫、新井隆廣）
  - 《砂時計》（蘆原妃名子）
  - 《妖逆門》（田村光久）
  - 《冷獸醫》（夏綠、築山清）
  - 《岳》（石塚真一）
  - 《爆旋陀螺 鋼鐵戰魂》（足立充史）
  - 《妖怪手錶》（小西紀行）

- 秋田書店授權
  - 《怪醫黑傑克》（手塚治虫）

- 角川書店授權
  - 《增血小魔女 KARIN》（影崎由那）

未有詳細資料
- 《幪面女僕男》
- 《SINfinity 罪孽無限》
- 《十字架驅魔師》
- 《少年偵探團》
- 《白衣天使葵》
- 《IFRIT-火焰審判者》
- 《海鶴》
- 《隕石少年-METEOD》
- 《交通意外調查員》
- 《擊情的天空》
- 《擊情的天空2 ALAS~光輝之翼》
- 《白兵武者》
- 《風之SOCCER》
- 《SD武者0傳》
- 《少林學園》
- 《極速戰機飛！飛！飛！》
- 《數碼暴龍系列》
- 《MOZ召喚王雷王傳》
- 《拳皇》
- 《危險爺爺》
- 《封魔幻想EXORCIST》
- 《OVER TIME》
- 《謎之特務村雨》
- 《太臟型男傳說》
- 《天上之弦》

### 雙周刊
《CO-CO!》讀者對象以8至14歲男孩子為主，創立的精神，就是為現今新一代辦一本健康、益智、好玩的漫畫雜誌，辦一本屬於他們的雜誌，書中每個故事都提倡努力、友愛和親情，重視彼此之間的溝通（Communication）和合作（Cooperation），亦正是《CO-CO!》的名稱由來。
CO-CO!系列
創辦於1997年的《CO-CO!》雙周刊，多年以來一直是全港最受歡迎及最暢銷的漫畫雜誌，更曾創下銷量高達八萬冊的歷史記錄。《CO-CO!》的主要讀者對象為8至14歲的男孩，每期內容集合了全城最受歡迎的漫畫故事、最新最快的流行情報。在漫畫故事方面，陣容強勁，有來自日本講談社、集英社及小學館的日本漫畫，更有分別與日本動畫公司、遊戲軟件商等聯合製作的本地漫畫。專欄內容包羅萬有，模型、玩具、電子遊戲、遊戲卡及精品等等最新潮流資訊一應俱全。

### 小說
《大偵探福爾摩斯》是由香港作家厲河改編自英國偵探小說家亞瑟·柯南·道爾所著的夏洛克·福爾摩斯系列的作品,目前已出版56集。

### 改編電影
- 電影《大偵探福爾摩斯：逃獄大追捕》

## 外部連結
- 官方網頁 （页面存档备份，存于）
- 正文社 Rightman的Facebook專頁
- 正文社漫畫 Rightman comics的Facebook專頁